# Svegliatore

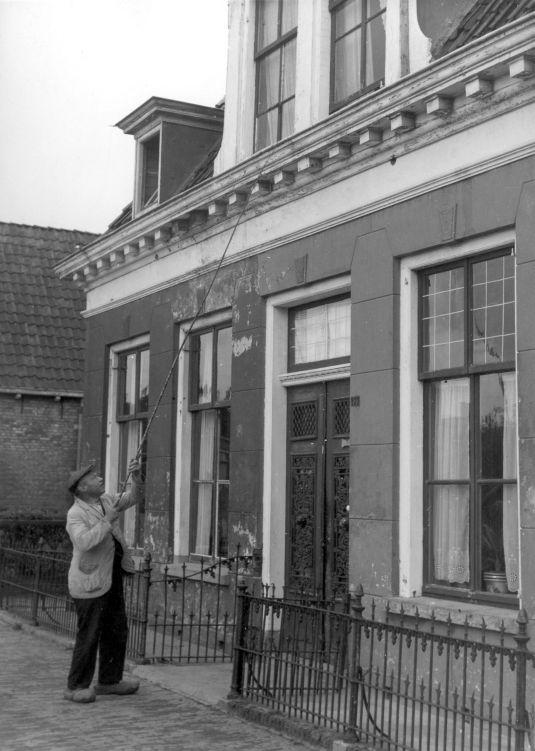
Uno svegliatore all'opera per le vie di Leeuwarden, nel 1947

Lo svegliatore (in lingua inglese knocker-up o knocker-upper), a volte detto anche bussatore, fu un mestiere  nato e diffuso principalmente nel Regno Unito e Irlanda, oltre che in altre parti d'Europa, durante il periodo della rivoluzione industriale, quando gli orologi dotati di sveglia non erano né economici né particolarmente affidabili.

## Descrizione
La mansione dello svegliatore era destare le persone addormentate in modo da permettere loro di giungere per tempo al lavoro. Il compito di svegliare una persona si intedeva concluso solo quando essa attestava di essersi effettivamente destata. 
Gli svegliatori, che venivano pagati pochi penny alla settimana, utilizzavano sovente un manganello corto e pesante, o un lungo e leggero bastone in bambù con cui potevano raggiungere le finestre dei piani superiori. Alcuni, come la celebre Mary Smith, usavano una cerbottana caricata a piselli.
Si trattava, ai tempi della sua massima espansione, di un mestiere molto diffuso, specialmente in città largamente industrializzate come Manchester. In linea generale lo svegliatore era un uomo o una donna avanti con l'età, ma non era inusuale che qualche agente di polizia operativo in turni mattutini si prestasse all'opera al fine di arrotondare lo stipendio.
Negli anni quaranta e cinquanta del XX secolo questa professione si estinse, sebbene l'attività sia continuata ancora per un altro ventennio circa in zone remote dell'Inghilterra.
La signora Molly Moore (figlia di Mary Smith, anche lei svegliatrice e protagonista di un libro illustrato per bambini di Andrea U'Ren intitolato Mary Smith) afferma di essere stata l'ultima svegliatrice effettivamente impiegata come tale. Sia Mary Smith sia Molly Moore usavano un lungo tubo di gomma come cerbottana per sparare piselli secchi alle finestre dei loro clienti.
A Ferryhill, nella contea di Durham, le case dei minatori avevano lastre di ardesia incastonate nei muri esterni su cui i minatori scrivevano con il gesso i dettagli del turno per farsi svegliare al momento giusto.

## Nella cultura di massa
La professione è documentata e rappresentata nell'episodio La rivoluzione industriale della serie televisiva I peggiori lavori della storia.
Uno svegliatore appare all'inizio del musical The Wind Road Boys di Paul Flynn. Questi cammina con un gruppo di bambini che hanno  in mano lavagnette con un numero scritto sopra. Il numero indica a che ora il padrone di casa desidera essere svegliato al mattino.
Anche la scena iniziale dello sceneggiato televisivo E le stelle stanno a guardare, tratto dall'omonimo romanzo di A. J. Cronin, mostra una delle protagoniste intente a svolgere questo lavoro.